# Лідер (жіночий футбольний клуб)
ЖФК «Лідер» — український жіночий футзальний та футбольний клуб з міста Кобеляки Полтавської області.

## Колишні назви
- 2002−2021: жіночий футзальний клуб «Лідер-ЗПО»
- з 2022: жіночий футбольний клуб «Лідер»

## Історія клубу
Клуб заснований у 2002 році. До сезону 2022/23 був виключно футзальним. Брав участь у багатьох внутрішніх футзальних турнірах країни під назвою «Лідер-ЗПО», де абревіатура ЗПО розшифровується як «збірна Полтавської області». Найвищим досягненням була участь у Вищій лізі з жіночого футзалу в сезоні 2020/21.
В сезоні 2022/23 заявився вже як футбольна команда в Першу лігу чемпіонат України з футболу серед жінок. В своєму дебютному сезоні «Лідер» одразу посів перше місце та здобув право на підвищення у класі на наступний сезон, а нападниця команди Ангеліна Федоренко з 10 голами стала кращою бомбардиркою турніру.
У міжсезоння клубу не вдалося кадрово підсилитися та знайти нових футболісток для конкуретноспроможнього виступу на вищому рівні, тому «Лідер» відмовся від участі в елітному дивізіоні та в сезоні 2023/24 виступав в групі «Б» Першої ліги.
Так як виконком УАФ затвердив стратегію розвитку жіночого футболу, що передбачає обов'язкову наявність жіночих команд у всіх клубах чоловічої Прем'єр-ліги, з командою «Лідер» підписав контракт про співпрацю футбольний клуб «Лівий берег».

## Досягнення
Перша ліга чемпіонат України з футболу:
- Золотий призер: 2022/23